# Max Eitingon
Pour les articles homonymes, voir Eitingon.
Max Eitingon, né à Mohilev (Biélorussie) le 26 juin 1881 avec le prénom de Mark qu'il a changé plus tard, et mort à Jérusalem le 30 juillet 1943, est un médecin, un psychanalyste et un mécène du mouvement psychanalytique allemand des années 1920.

## Biographie
Max Eitingon est issu d'une famille russe juive orthodoxe qui s'installe en Allemagne alors qu'il a 12 ans. Son père fait du commerce de fourrure avec les États-Unis. Max réalise un parcours scolaire compliqué et n'obtient pas son baccalauréat, mais, malgré un bégaiement il parle une dizaine de langues. En 1902, il est étudiant libre aux universités de Halle, Heidelberg et Marburg avant de pouvoir entreprendre des études de médecine à l'université de Leipzig, puis il se rend à Zurich, où il occupe un poste d'interne à la clinique psychiatrique du Burghölzli, dans le service d'Eugen Bleuler tout en rédigeant sa thèse de médecine. En 1907, celui-ci l'envoie à Vienne, avec pour mission de se renseigner sur la psychanalyse, auprès de Freud. Sa présence à Vienne est attestée par les Minutes de la Société psychanalytique de Vienne, les 23 et 30 janvier 1907. Son analyse, sans doute réalisée dans une perspective didactique, dure quelques semaines, et prend la forme de promenades vespérales avec Freud. 
À son retour à Zurich, Max Eitingon devient l'assistant de Carl Gustav Jung et soutient sa thèse de médecine sur l'épilepsie. Il fait la connaissance, au Burghölzli, de Karl Abraham, Sabina Spielrein et Ludwig Binswanger. 
Max Eitingon retourne à Berlin, au début des années 1920, et est le cofondateur avec Ernst Simmel et Karl Abraham de la policlinique psychanalytique de Berlin qui est la première du genre. Il épouse en 1913 une actrice d'origine russe, Mirra Birrens (Mirra Burovskaya). Il prend la nationalité autrichienne et s'engage comme médecin durant la guerre de 1914-1918 dans l'armée autrichienne, notamment à Miskolc en Hongrie, où il retrouve Sandor Ferenczi. Il revient à Berlin à l'issue de la guerre  et contribue au développement de la psychanalyse, notamment sur le plan financier. Son épouse et lui devinrent très populaires et reçurent d'éminents personnages de la politique, de la psychanalyse, de la littérature (Aleksey Remizov) et notamment le philosophe Léon Chestov. 
Il devient président de l'Association psychanalytique internationale en 1925, succédant à Karl Abraham. Il est un généreux mécène du mouvement psychanalytique allemand, dont il finance les publications, et également, selon Mikhail Reshetnikov, soutenant financièrement la famille Freud durant les difficiles années de guerre. Il fuit le nazisme en 1933, et émigre en Palestine, où il fonde la Société psychanalytique de Palestine et un institut de formation psychanalytique. Il meurt à Jérusalem en 1943.

## Homonymie
Max Eitingon a un homonyme, Nahum Eitingon, agent secret, avec lequel il n'a pas de liens de parenté. Celui-ci, qui adopte le prénom russe de Leonid à son entrée dans les services secrets et qui devient général du KGB, a notamment participé à l'assassinat de Léon Trotski. Leur parenté, hautement controversée, est parfois faussement attestée.
Les allégations concernant des liens de Max Eitingon avec le service de renseignement soviétique sont restées à l'état de rumeurs.

## Correspondance avec Freud
- Sigmund Freud - Max Eitingon : Correspondance 1906-1939, trad.: Olivier Mannoni, Paris, Hachette, 2009,  (ISBN 2012357490)
- Sigmund Freud, Max Eitingon : Briefwechsel 1906-1939, édition Diskord, 2004, (en allemand),  (ISBN 389295741X)